# Mehdi Çoba
Mehdi Çoba (Scutari, 9 marzo 2000) è un calciatore albanese, attaccante del Gjilani.

## Carriera

### Club
Il 27 agosto 2020 viene acquistato a titolo definitivo dalla squadra albanese del Vllaznia.

### Nazionale
Ha giocato nelle nazionali giovanili albanesi Under-20 ed Under-21.

## Statistiche

### Presenze e reti nei club
Statistiche aggiornate al 25 maggio 2025.
| Stagione        | Squadra         | Campionato      | Campionato | Campionato | Coppe nazionali | Coppe nazionali | Coppe nazionali | Coppe continentali | Coppe continentali | Coppe continentali | Altre coppe | Altre coppe | Altre coppe | Totale | Totale |
| Stagione        | Squadra         | Comp            | Pres       | Reti       | Comp            | Pres            | Reti            | Comp               | Pres               | Reti               | Comp        | Pres        | Reti        | Pres   | Reti   |
| --------------- | --------------- | --------------- | ---------- | ---------- | --------------- | --------------- | --------------- | ------------------ | ------------------ | ------------------ | ----------- | ----------- | ----------- | ------ | ------ |
| 2020-2021       | Vllaznia        | KS              | 4          | 0          | CA              | 1               | 1               | -                  | -                  | -                  | -           | -           | -           | 5      | 1      |
| 2021-2022       | Vllaznia        | KS              | 25         | 1          | CA              | 7               | 1               | UECL               | 4                  | 1                  | SA          | 1           | 0           | 37     | 3      |
| 2022-2023       | Vllaznia        | KS              | 25         | 3          | CA              | 8               | 1               | UECL               | 2                  | 0                  | SA          | 1           | 0           | 36     | 4      |
| 2023-2024       | Vllaznia        | KS              | 28+1       | 2+0        | CA              | 4               | 0               | UECL               | 2                  | 0                  | -           | -           | -           | 35     | 2      |
| 2024-2025       | Vllaznia        | KS              | 28+1       | 3+0        | CA              | 5               | 1               | UECL               | 1                  | 0                  | -           | -           | -           | 35     | 4      |
| Totale Vllaznia | Totale Vllaznia | Totale Vllaznia | 110+2      | 9+0        |                 | 25              | 4               |                    | 9                  | 1                  |             | 2           | 0           | 148    | 14     |
| 2025-2026       | Gjilani         | SL              | 0          | 0          | CK              | 0               | 0               | -                  | -                  | -                  | -           | -           | -           | 0      | 0      |
| Totale carriera | Totale carriera | Totale carriera | 110+2      | 9+0        |                 | 25              | 4               |                    | 9                  | 1                  |             | 2           | 0           | 148    | 14     |

## Palmarès

### Club

#### Competizioni nazionali
- Coppa d'Albania: 2

Vllaznia: 2020-2021, 2021-2022